# Mạng nhện

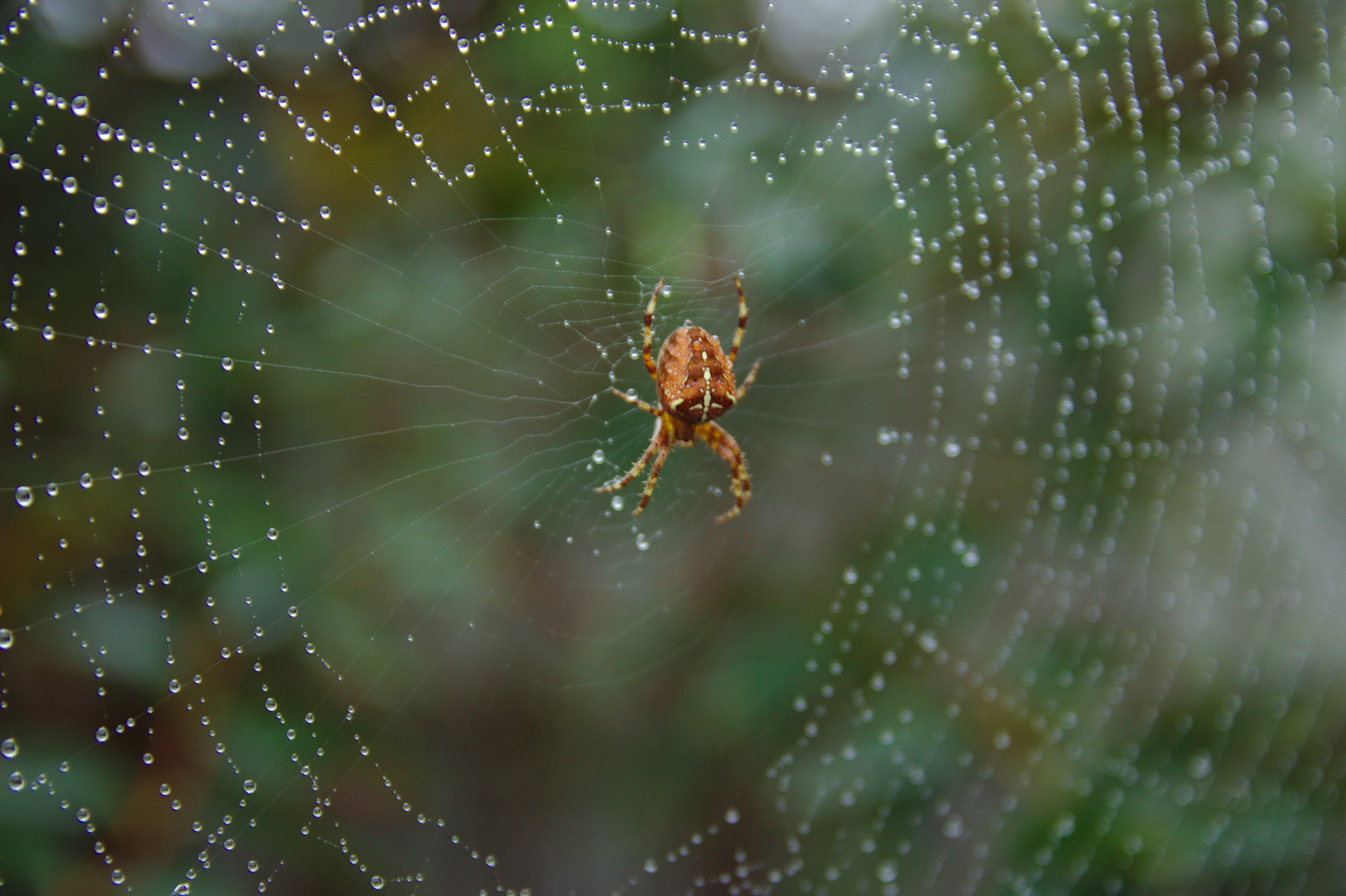
Một con nhện đang an vị giữ trung tâm mạng nhện do nó phun tơ dệt nên

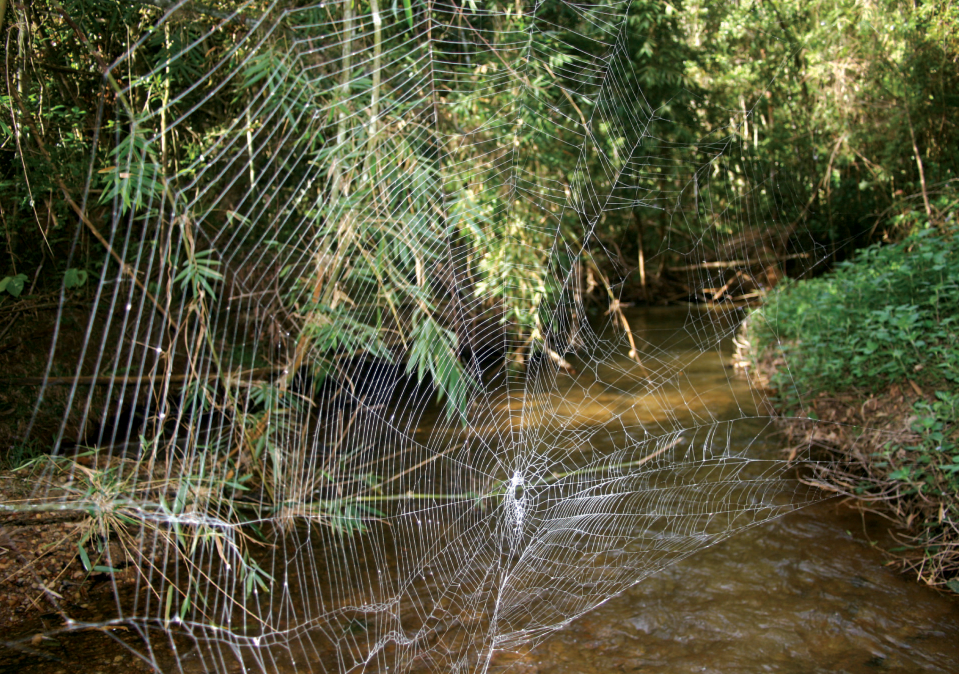
Mạng nhện trong một khu rừng

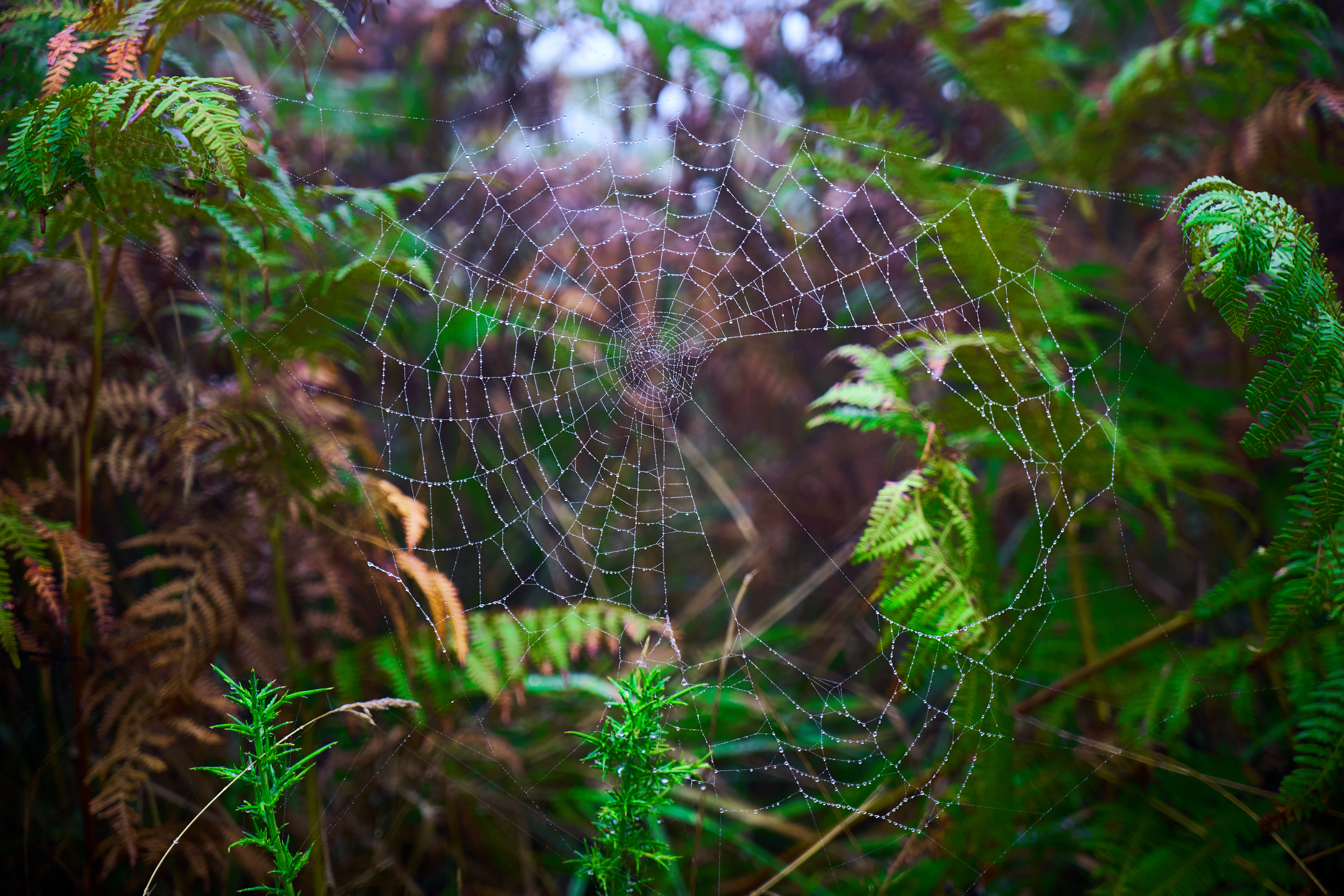
Mạng nhện

Mạng nhện là một cấu trúc được tạo ra bởi một con nhện từ tơ nhện được ép ra từ những con nhện gọi là dịch tơ nhện, nói chung, cấu trúc mạng nhện là để giăng ra bắt con mồi khi chẳng may sa vào mạng nhện. Nhiều loài nhện xây dựng mạng lưới đặc biệt để bắt côn trùng ăn. Tuy nhiên, không phải loài nhện nào cũng bắt được con mồi trong mạng lưới kiểu này và một số loài hoàn toàn không sử dụng mạng nhện. Nhện xe tơ dệt lưới cân bằng giữa hai phương pháp chạy và quay mạng trong thói quen kiếm ăn của nó. Từ "mạng nhện" cũng được các nhà sinh vật học sử dụng để mô tả mạng lưới ba chiều rối rắm của một số loài nhện thuộc họ Theridiidae.
Một số loài nhện không sử dụng mạng để bắt trực tiếp con mồi, thay vào đó nó lao ra từ nơi ẩn náu (ví dụ như nhện cửa sập) hoặc chúng chạy theo mồi trong cuộc rượt đuổi mở (ví dụ như nhện sói). Loài nhện này đan một tấm lưới nhỏ gắn vào hai chân trước. Sau đó, nó ẩn nấp để chờ đợi con mồi tiềm năng và khi con mồi như vậy đến, lao về phía trước để quấn nạn nhân trong lưới, cắn và làm tê liệt nó. Do đó, loài nhện này tiêu tốn ít năng lượng hơn khi bắt mồi so với những kẻ săn mồi nguyên thủy như nhện sói. Nó cũng tránh mất năng lượng khi dệt một mạng lớn. Một số con nhện quay những sợi tơ để đón gió và sau đó đi theo gió đến một địa điểm mới.
Các nhà triết học thường sử dụng mạng nhện như một phép ẩn dụ hoặc phép loại suy và một trong những phương pháp triết học là phương pháp con nhện tượng trưng cho sự giáo điều, và ngày nay các thuật ngữ như Internet hoặc World Wide Web gợi lên sự liên kết của một mạng nhện vì một trong những biểu tượng được xem là độc nhất vô nhị của loài nhện là mạng nhện, hình dạng mạng nhện chằng chịt nhưng logic, giúp nhện làm đường đi, tìm mồi, gọi bạn tình. Con nhện an vị trên mạng nhện của nó là một biểu tượng của trung tâm thế giới, do đó mà nó được tôn xưng như gã thợ dệt vĩnh hằng của một mạng lưới ảo tượng, nhện gắn liền với huyền thoại sáng tạo vì chúng dường như dệt nên thế giới nghệ thuật của riêng mình.